# 阪神高速16号大阪港線
阪神高速16号大阪港線（はんしんこうそく16ごう おおさかこうせん、英語:Route 16 Osaka Port Line）は、大阪府大阪市の西船場JCTから天保山JCTへ至る阪神高速道路の路線。
天保山JCT・南港JCT間は4号湾岸線の一部であるが、南港北入口に16号大阪港線のランプ番号も付与されているなど、16号大阪港線として扱われる事もある。
4号湾岸線・5号湾岸線開通後は、湾岸線と大阪市内を結ぶ唯一の路線として、重要な役割を果たしている。このため、交通量も多く、3号神戸線と合流する阿波座JCTを先頭に非常に長い渋滞が起こりやすく、特に東行きは湾岸線の本線一部までつながり全線渋滞もしばしば見受けられる。またこの渋滞が他の線区に波及することもしばしばある。

## 路線名
大阪府道高速大阪東大阪線（阪神高速13号東大阪線も含まれる）

## 出入口など
- 並行する中央大通（天保山出入口は国道172号）と西長堀出入口、南港北入口を除く出入口で接続している。
- 全線大阪府大阪市内に所在。

| 出入口 番号                           | 施設名             | 接続路線名           | 起点 から (km)         | 備考                             | 所在地                                    |
| ------------------------------------- | ------------------ | -------------------- | ---------------------- | -------------------------------- | ----------------------------------------- |
| 13号東大阪線 奈良・大阪市内東船場方面 |                    |                      |                        |                                  |                                           |
| -                                     | 西船場JCT          | 1号環状線            | 0.0                    | 天保山・湾岸線・神戸方面への接続 | 西区                                      |
| 16-01                                 | 阿波座出入口       |                      | 0.5                    | 天保山・神戸方面出入口           | 西区                                      |
| -                                     | 阿波座JCT          | 3号神戸線            | 0.9                    | 環状線・阿波座方面接続           | 西区                                      |
| 16-02                                 | 西長堀出入口       | 新なにわ筋           | 1.3                    | 天保山・湾岸線方面出入口         | 西区                                      |
| 16-03                                 | 九条出口           |                      | 2.0                    | 大阪市内方面からの出口           | 西区                                      |
| 16-04                                 | 本田入口           | 大阪市内方面への入口 | 2.0                    |                                  | 西区                                      |
| 16-05                                 | 波除出入口         | 3.7                  | 泉佐野・神戸方面出入口 | 港区                             |                                           |
| -                                     | 朝潮橋PA           | -                    | 6.1                    | 港区                             | 大阪市内方面                              |
| 16-06                                 | 天保山出入口       |                      | 6.9                    | 港区                             |                                           |
| -                                     | 天保山JCT          | 5号湾岸線            | 6.9                    | 港区                             | 大阪市内方面への接続                      |
| 16-07                                 | 南港北入口 南港JCT | 4号湾岸線            | 9.4                    | 港区                             | 大阪市内方面への入口 泉佐野・南港方面接続 |

- 九条出口は右への分岐になるので注意。

## 歴史
- 1974年（昭和49年）2月20日 : 西横堀 - 本田が開通。
- 1989年（平成元年）3月14日 : 本田 - 港晴が開通し全線開通。
- 2020年（令和2年）1月29日 : 西船場JCTの16号大阪港線東行きから1号環状線北行きへ分岐する接続線（信濃橋渡り線）が開通[1]。

## 道路情報ラジオ
- 朝潮橋（波除-天保山）

阪神高速の道路情報ラジオの冒頭は「こちらは阪神高速路側○○（局名）です。午前（午後）○○時○○分現在の道路情報をお知らせします。」と放送される。

## 車線・最高速度
| 区間                     | 車線 上下線=上り線+下り線 | 最高速度 |
| ------------------------ | ------------------------- | -------- |
| 西船場JCT - 阿波座       | 5=2+3                     | 60km/h   |
| 阿波座 - 阿波座JCT       | 7=3+4                     | 60km/h   |
| 阿波座JCT - 朝潮橋PA付近 | 4=2+2                     | 60km/h   |
| 朝潮橋PA付近 - 天保山    | 4=2+2                     | 50km/h   |
| 天保山 - 南港北          | 4=2+2                     | 60km/h   |

## 交通量
24時間交通量（台）　道路交通センサス
| 区間                             | 平成17（2005）年度 | 平成22（2010）年度 | 平成27（2015）年度 |
| -------------------------------- | ------------------ | ------------------ | ------------------ |
| 西船場JCT - 阿波座出入口         | 145,894            | 96,065             | 98,266             |
| 阿波座出入口 - 阿波座JCT         | 90,105             | 126,166            | 122,429            |
| 阿波座JCT - 西長堀出入口         | 90,105             | 78,771             | 75,558             |
| 西長堀出入口 - 九条出口/本田入口 | 90,105             | 83,598             | 80,491             |
| 九条出口/本田入口 - 波除出入口   | 90,105             | 74,753             | 69,794             |
| 波除出入口 - 天保山出入口        | 90,105             | 80,113             | 73,235             |
| 天保山出入口 - 天保山JCT         | 90,105             | 47,367             | 47,183             |

（出典：「平成22年度道路交通センサス」・「平成27年度全国道路・街路交通情勢調査」（国土交通省ホームページ）より一部データを抜粋して作成）
- 令和2年度に実施予定だった交通量調査は、新型コロナウイルスの影響で延期された[2]。

- ほぼ全線で混雑度が1を超え、平日の昼間を中心に恒常的に渋滞が発生している。特に西船場JCTと阿波座JCT間は、環状線と神戸線を行き来する車で交通量が多い。